# マイチャミー (コンビニエンスストア)
マイチャミーは、かつてエフジーマイチャミー株式会社が展開していたコンビニエンスストアである。

## 概要
1997年に同業のヒロマルチェーンと組織を一本化。
ヒロマルチェーンの保有する10店舗の店舗運営（スリーエイト8店舗、マイチャミー2店舗）を運営していたが、2004年にヒロマルチェーンと共にポプラの関東出店強化のため買収されて消滅。
千葉県にエビハラ店、埼玉県にうめや商店前店の跡が残っている。
店舗数
- 1979年：112店舗[1]。
- 1988年：131店舗[2]。

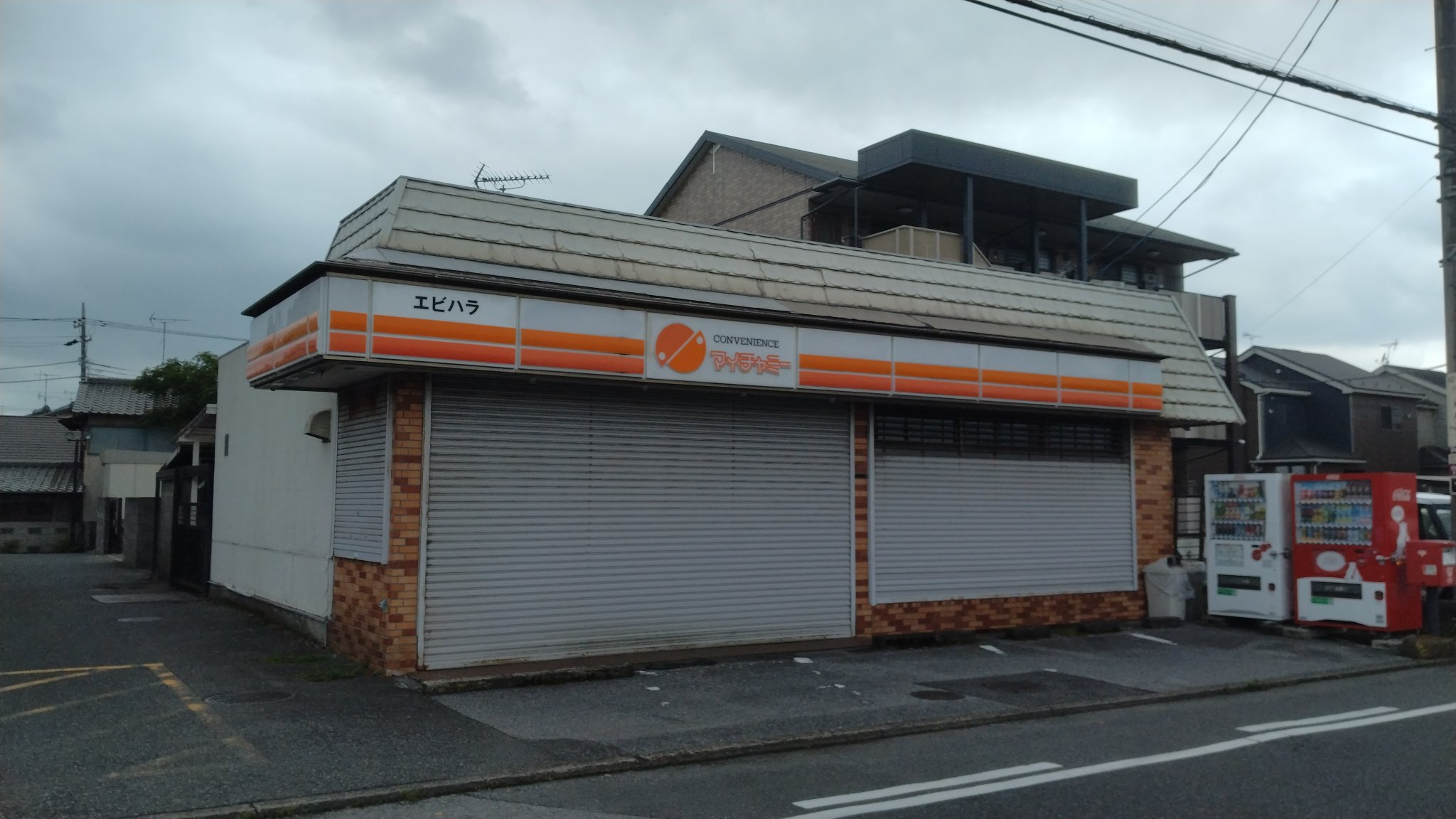
マイチャミー エビハラ（千葉県千葉市）

- 1989年7月：150店舗(ミニスーパー形態を含む.うち直営店23店舗)[3]。
- 1991年：135店舗
- 1993年2月：126店舗[4]。
- 1995年：120店舗(エフジーマイチャミー店舗のみ)[5]。

## 沿革
- 1969年4月17日 - 会社を設立[要出典]。
- 1976年 - 運営会社のエフジーチェンストア設立[2]。
- 1984年 - 小型コンビニのマイチャミーデリーの展開を開始する[6]。
- 1988年7月 - 社名をエフジーマイチャミーに変更する[2]。
- 1994年6月 - 廣屋がエフジーマイチャミーを買収し子会社となる[5]。
- 1997年
  - 7月1日 - 株式会社廣屋が運営するヒロマルチェーンとエフジーマイチャミーチェーンが組織を一本化する[7]。
  - 9月1日 - ヒロマルチェーンの一部店舗の運営会社であるディーエムエスを吸収[7]。
- 2003年5月21日 - ポプラに買収される[8]。